# Tanner Putt
Tanner Putt (Park City, Estados Unidos, 21 de abril de 1992) es un ciclista estadounidense, profesional desde 2012.

## Palmarés
2016
- 1 etapa del Tour de Alberta

2017
- 1 etapa de la Vuelta a Marruecos